# 中京車体工業
中京車体工業株式会社（ちゅうきょうしゃたいこうぎょう）は、愛知県豊明市阿野町三本木に本社を置く特種用途自動車の設計・製造を手がける架装メーカー。
代表者は、代表取締役会長、森博一、代表取締役社長、森孝義。

## 概要
福祉バス、幼稚園バス、レントゲン車、検診車、中継車、ラジオカー、広報宣伝車、災害対策支援車、移動図書館車、等の設計・製造を手掛ける。マイクロバス架装・改造を主力とし、ピーク時には年間1500台以上のマイクロバスを手がけた。
2001年（平成13年）3月31日に高知県の春野乳幼児保育園に納入されたクジラバスを製作した。
2010年（平成22年）4月にセレガRマスクのトラックベース福祉車両の車体を製造した（架装は東急テクノシステム）。
三菱ふそうトラック・バス株式会社のマイクロバスローザの架装を主に手がける。但し同社との資本関係はない。
2010年（平成22年）より日野自動車株式会社にも架装メーカーとして登録された。

## 事業所

### 本社
- 愛知県豊明市阿野町三本木17番1

### テクノボディ岩槻
- 埼玉県さいたま市岩槻区上野3丁目7−37

## 沿革
- 1945年（昭和20年） - 愛知県名古屋市瑞穂区堀田通9丁目33番地に合資会社中京自動車工場が設立される。宝グループの創業。
- 1950年（昭和25年） - 中京自動車工業株式会社に改名。日産・三菱重工と提携し、トラックボディの組み立てを受注。
- 1956年（昭和31年） - プリンスのピックアップ及びライトバンを改造。
- 1962年（昭和37年） - プリンスのライトコーチ中型バスを受注、量産開始。
- 1965年（昭和40年） - プリンスのクリッパー用シャシのWキャブへの改造。
- 1979年（昭和54年） - 中京自動車工業株式会社から車体製作部門を分離し中京車体工業株式会社を設立。
- 1997年（平成9年） - 三菱ローザ架装25,000台達成、三菱自動車工業（株）より表彰。
- 2003年（平成15年）
  - 3月 - 宝グループから独立。
  - 4月 - 本社を愛知県名古屋市緑区鳴海町字下汐田237番地に移転。
- 2017年（平成29年）4月 - 株式会社ミッキー（法人番号9180001015632） をM&Aし完全子会社化。
- 2019年（令和元年）9月 - 春日部自動車販売株式会社（法人番号7030001050893）よりテクノボディ岩槻 の事業譲渡を受け関東に拠点を開設。
- 2020年（令和2年）
  - 3月 - 資本金を1000万円に減資。
  - 5月 - Apex株式会社（東京都八王子市、法人番号5021001017233） をM&Aし完全子会社化。本社を愛知県名古屋市緑区鳴海町字下汐田237番地に移転。
  - 8月 - 有限会社加藤ボディー（東京都八王子市、法人番号5010102001799） をM&Aし完全子会社化。
- 2021年（令和3年）8月 - 名古屋市長よりPCR検体採取車両無償貸与の感謝状授与。
- 2022年（令和4年）
  - 5月 - 本社を愛知県豊明市阿野町三本木に移転。
  - 8月 - 豊友自動車株式会社（愛知県豊田市、法人番号7180301019252） をM&Aし完全子会社化。

## 手掛けた車両

### マイクロバスベース
- 京都府警察
街頭犯罪警戒車
- 選挙カー（放送宣伝車）
- クジラバス
- 浦和レッズチームバス
東京モーターショウ出品車
- 車いす移動車

### トラックベース
- 広告トラック
- 観光バス風車いす移動車
ベース車日野FE

### バンベース
- 道路維持車

## グループ会社

### 子会社
- 株式会社ミッキー100%
- Apex株式会社100%
- 有限会社加藤ボディー100%

### 関係会社
- 中京車体電装株式会社
- 丸八交通株式会社